# Clauscentrale

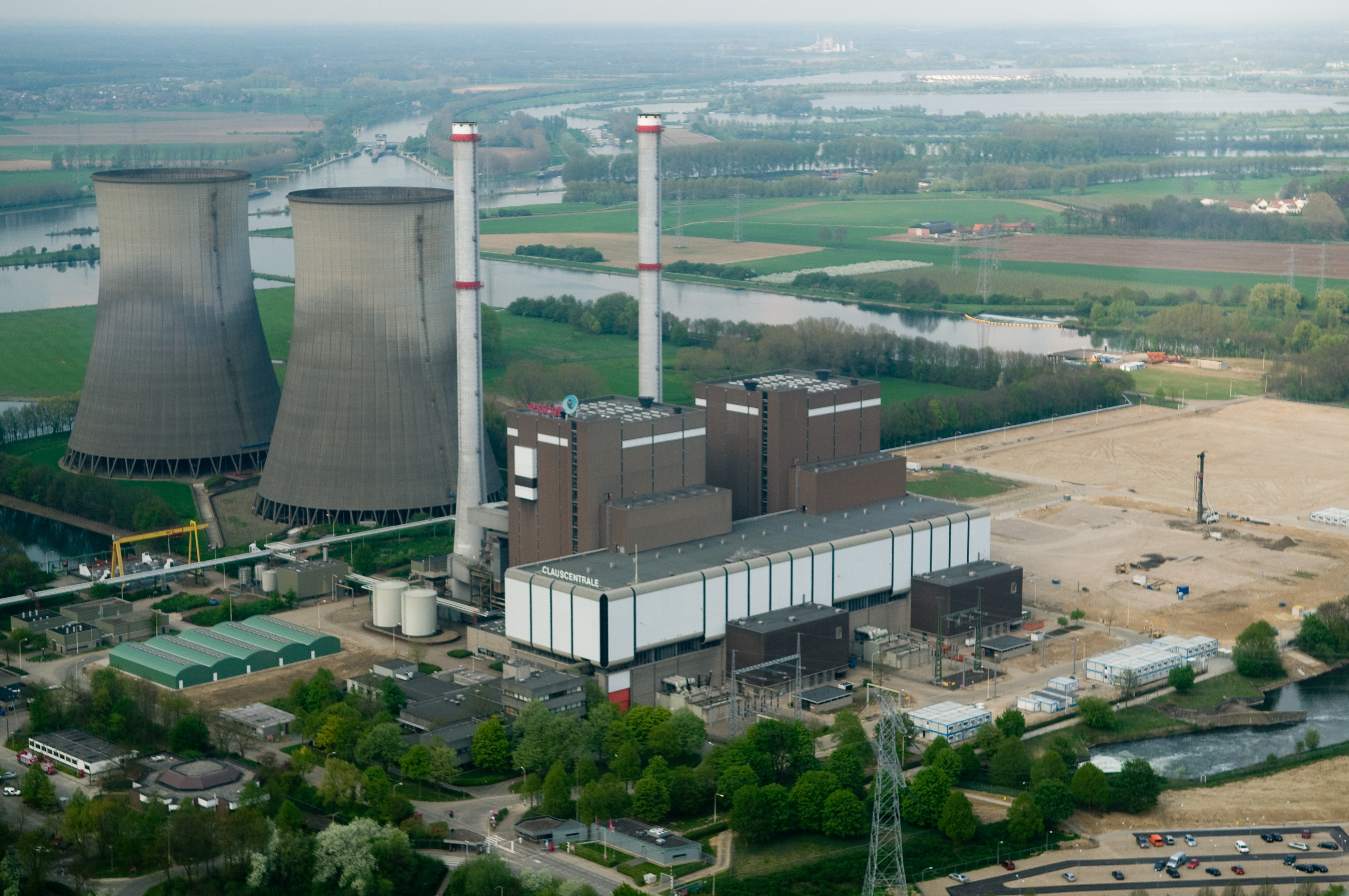
De centrale in 2011

De Clauscentrale is een elektriciteitscentrale in Maasbracht, bij Roermond. Het is een van de grootste gasgestookte centrales van Nederland. De Clauscentrale is de eerste superkritische centrale van Nederland. Als gevolg van de daling van de elektriciteitsprijs en aardgas als relatief dure brandstof (vergeleken met steenkool) lag deze centrale jarenlang stil, in 2020 werd ze weer opgestart. De centrale is als start/stopbedrijf ingezet om wisselingen in de elektriciteitsproductie en -vraag op te vangen, bijvoorbeeld bij een verminderde opwekking van zonne- of windenergie.

## Van Essent naar RWE
De clauscentrale kwam bij de fusie van de PNEM/Mega Limburg groep en EDON in bezit van het nieuwe bedrijf Essent. De eigenaren van Essent verkochten de leverings- en productietak van Essent inclusief de Clauscentrale in 2009 aan RWE Duitsland. RWE splitste in 2016 alle verkoopactiviteiten af via een beursgang van de dochterbedrijf Innogy. De verkooptak van Essent wordt onderdeel van Innogy terwijl de productieactiviteiten onderdeel bleven van RWE Generation.

## Claus A en B
De Clauscentrale bestond oorspronkelijk uit twee identieke eenheden (Claus A en B), met elk een vermogen van 640 MW. Eenheid A is in 1977 in gebruik genomen, de B in 1978. Op vol vermogen verbruikte elke eenheid 170.000 (n)m³ aardgas per uur. De 2 eenheden zijn in 1993 en 1994 omgebouwd tot start/stopbedrijf. De ombouw zorgde ervoor dat de eenheden snel te starten en te stoppen zijn om wisselingen in de elektriciteitsvraag op te vangen. De centrale is bij de verbouwing ook uitgerust met low-NOx (stikstofoxiden) branders waardoor de uitstoot van stikstofoxiden met 45% daalde.
De centrale verbruikt voornamelijk aardgas maar is ook geschikt voor aardolie en sinds 2002 ook voor plantaardige olie. Deze wordt in plaats van zware stookolie meegestookt in de eenheden. Hierdoor wordt ook de uitstoot van kooldioxide (CO2) gedeeltelijk gecompenseerd en stikstofdioxide (NO2) verminderd.
In 2005 is de levensduur van Claus A met 10 jaar verlengd en kon tot 2015 blijven functioneren als conventionele eenheid. Deze conventionele eenheid kan beter dan een STEG inspelen op de snel wisselende vraag naar elektriciteit. Alstom leverde hiervoor drie gasturbines van het type GT26, met aangeschakelde afgassenketels HRSG's.
Claus B is eind 2008 uit bedrijf genomen om ruimte te maken voor de nieuwe gasgestookte STEG eenheid "Claus C". 
Claus A kan op eenzelfde manier worden gemoderniseerd tot Claus D.
RWE meldde op 30 juni 2013 dat het in dat jaar geen besluit zou nemen over een investering van 1 miljard euro in de modernisering van Claus A. De heroverweging hield verband met veranderde marktomstandigheden. De centrale kwam vooral in werking als de productie van wind- en zonne-energie tekortschoot. Claus A is op 1 januari 2013 in langdurige conservering gegaan. In december 2015 had RWE bij de gemeente Maasgouw een aanvraag gedaan om de Claus D centrale te realiseren. RWE wou Claus A moderniseren tot een STEG-installatie en het vermogen ruimschoots verdubbelen naar 1350 MW. De nieuwe installatie zou Claus D worden genoemd en medio 2019 / 2020 gerealiseerd moeten zijn. Eind 2020 werd bekendgemaakt dat vanwege marktontwikkelingen het Claus D project definitief werd gestaakt.

## Claus C
De nieuwe centrale Claus C maakt - zover als mogelijk - nog gebruik van onderdelen van de oude Claus B zoals delen van de stoomturbine, de koelwaterfaciliteiten en de aansluitingen op het gas- en elektriciteitsnetwerk. Naast de gebouwen van de oude B centrale werden ook drie nieuwe gasturbines met elk een vermogen van 280 MW gebouwd en met de nieuwe stoomturbinegenerator vormen ze een grote STEG (stoom- en gascentrale). Door een sterk verhoogd brandstofrendement produceert Claus C 50 MW meer dan een gemiddelde vergelijkbare installatie met dezelfde hoeveelheid brandstof. De voormalige eenheid B had een capaciteit van 640 MW en een rendement van 40%. De nieuwe combinatie heeft een totaal vermogen van 1275 MW en een rendement van 58,5%. In januari 2012 is de nieuwe eenheid in gebruik genomen. De officiële opening vond plaats op dinsdag 26 juni 2012 in het bijzijn van Maria van der Hoeven, directeur van het Internationaal Energie Agentschap.
De eenheden Claus A en C hebben samen een totaal opgesteld vermogen van 1.900 MW.

### Claus C in de mottenballen
Begin 2014 besloot RWE Generation om Claus C in de mottenballen te leggen. Hierdoor produceerde de centrale vanaf 1 juli 2014 geen elektriciteit meer. Door het grote aanbod en lage prijzen van elektriciteit uit Duitsland werd de centrale nauwelijks benut. RWE Generation noemde geen termijn wanneer de eenheid de productie weer kon hervatten.
In de winter van 2014-2015 vreesde de Belgische overheid voor stroomtekorten door de uitschakeling van de twee reactoren kerncentrale van Doel en een reactor van de kerncentrale van Tihange. RWE/Essent bood aan de Belgische overheid elektriciteit te leveren vanuit Claus C.  Op het aanbod is de Belgische overheid toen niet ingegaan.

### Claus C opnieuw opgestart
In oktober 2018 besloot RWE de gascentrale weer gereed te maken voor productie van elektriciteit. Het zou tot 2020 duren alvorens de centrale weer elektriciteit ging opwekken. Redenen om de centrale opnieuw op te starten waren de hogere stroomprijs en de gestegen energievraag waardoor de centrale weer winstgevend kan produceren. Op 18 februari 2019 maakte RWE bekend de centrale met een 13 kilometer lange ondergrondse kabel aan te willen sluiten op het Belgische stroomnet. Dit verzoek is in februari 2020 echter afgewezen door de Nederlandse minister van Economische Zaken en Klimaat. Op 19 maart 2020 ging RWE in bezwaar tegen de geweigerde concessie, maar het besluit werd in stand gehouden. In september 2020 stapte RWE naar de rechter om de geweigerde concessie. Op 1 oktober 2020 is de centrale na een testperiode weer commercieel in gebruik genomen met een vermogen van 1304 MW. In april 2023 hield de rechter de geweigerde concessie in stand. Overigens had RWE al besloten om de kabel niet langer aan te willen leggen.